# Lophoditta perspicillaris
Lophoditta perspicillaris là một loài bướm đêm trong họ Noctuidae.